# ワークポート
株式会社ワークポート（英文名称：WORKPORT, Inc.）は東京都品川区・福岡県福岡市博多区に本社を置く人材紹介会社である。
「直接会って」相談できる転職エージェントとして、全国47都道府県すべてに拠点を設けており、拠点数は57拠点。
単なるアドバイザーの枠を超え、一人ひとり異なる転職への想いに真摯に寄り添い、転職活動に関するあらゆるご要望にお応えするという決意を込め、キャリアアドバイザーを“転職コンシェルジュ”と呼んでいる。転職コンシェルジュ®はワークポートの登録商標である。
主軸となる人材紹介サービスのほか、人材育成サービス、公共事業受託サービスも提供している。

## 会社概要
- 会社名：株式会社ワークポート（WORKPORT, Inc.）
- 本社所在地：【東京本社】〒140-0002　東京都品川区東品川2-2-4 天王洲ファーストタワー6F 　【福岡本社】〒812-0011　福岡県福岡市博多区博多駅前4-4-15 博多駅前H44ビル7F
- 各種会員・資格：有料職業紹介事業者
- 取引銀行：りそな銀行、三井住友銀行

## 沿革
- 2003年03月 - 株式会社WORKPORT設立
- 2003年04月 - 本社移転（東京都港区芝）
- 2004年08月 - ロゴリニューアル
- 2005年03月 - 本社移転（東京都品川区北品川）
- 2009年03月 - プライバシーマーク取得
- 2012年02月 - 本社移転（東京都品川区大崎）
- 2014年01月 - タイ・バンコクにコールセンター設置
- 2014年11月 - 「転職コンシェルジュ」商標登録
- 2016年03月 - サッカークラブ「大森フットボールクラブ」とオフィシャルパートナー契約
- 2017年04月 - 株式会社WORKPORTから株式会社ワークポートに社名変更、及び、ロゴリニューアル／未経験からITエンジニアを目指す無料ITエンジニアスクール開校／横浜支社開設
- 2018年01月 - 無料ITエンジニアスクールの名称を「みんスク」に変更
- 2018年07月 - 埼玉、神戸支社開設
- 2019年07月 - 千葉、京都、岡山、広島支社開設
- 2019年09月 - 宮崎県の立地企業認定を受け、宮崎オペレーションセンター開設
- 2020年04月 - 小倉支社開設
- 2020年09月 - 「みんスク」商標登録
- 2022年01月 - 高松、熊本支社開設
- 2022年04月 - 高崎支社開設／東京都よりデジタル人材育成に関する事業を初受託／WORKPORT ASIA Co., Ltd.を子会社化
- 2022年07月 - 金沢、静岡、沖縄支社開設
- 2022年10月 - 宇都宮、鹿児島支社開設
- 2023年01月 - 新潟、松山支社開設
- 2023年03月 - プロサッカークラブ「愛媛FC」とスポンサー契約締結
- 2023年04月 - 代表取締役会長に田村高広、代表取締役社長に林徹郎が就任／郡山、滋賀、姫路、長崎、岐阜支社開設
- 2023年07月 - 茨城、長野、高知、大分支社開設
- 2023年10月 - 青森、山梨、三重、和歌山、宮崎支社開設
- 2023年12月 - 汐留、盛岡支社開設
- 2024年01月 - プロ野球チーム「東北楽天ゴールデンイーグルス」とスポンサー契約締結／奈良市と立地協定を締結
- 2024年02月 - 本社移転（東京都品川区東品川）／池袋、福井、富山、奈良、梅田、難波、札幌、仙台、名古屋、天神支社開設
- 2024年03月 - 「職業紹介優良事業者」認定を取得
- 2024年04月 - 渋谷、島根、徳島、佐賀支社開設
- 2024年05月 - 福岡本社（福岡県福岡市博多区）開設に伴い、東京本社・福岡本社の２本社制へ移行
- 2024年06月 - 秋田、山形支社開設
- 2024年07月 - コーポレートブランドを一新「“次の一歩”に確信を。」を掲げロゴリニューアル／鳥取、山口支社開設　全国47都道府県拠点開設完了
- 2024年12月 - 浜松支社開設
- 2025年04月 - 千歳支社開設
- 2025年05月 - プロサッカークラブ「テゲバジャーロ宮崎」とスポンサー契約締結
- 2025年07月 - プロバスケットボールクラブ「福井ブローウィンズ」とスポンサー契約締結
- 2025年08月 - プロバスケットボールクラブ「秋田ノーザンハピネッツ」とスポンサー契約締結／プロバスケットボールチーム「島根スサノオマジック」とスポンサー契約締結

## 主要サービス
- 人材紹介サービス（有料職業紹介事業 許可番号：13-ユ-040590）
- 人材育成サービス
- 公共事業受託サービス